# Yves Carbonne
Yves Carbonne es un bajista francés especializado en los bajos de rango extendido.

## Biografía
Nacido en Auch, al sur de Francia y criado en Burdeos, Yves Carbonne comenzó sus lecciones de piano a la edad de 7 años. Atraído desde siempre por los sonidos más graves del espectro tonal, a los 13 años se inició en el bajo eléctrico y a los 15 en el contrabajo. En estos inicios de su carrera recibiría clases de Alain Caron y Dominique Di Piazza, hasta que, con 17 años, diera comienzo su carrera profesional, bajo la influencia de gigantes del jazz como Miles Davis, John McLaughlin, Jaco Pastorius o John Coltrane.
En 2002 inicia sus experimentos con afinaciones alternativas: afina su bajo una octava más grave de lo normal y bautiza el "nuevo instrumento" como "Sub-bass". Tales experimentos continuarían a través de la colaboración con afamados luthiers como Jerzy Drozd o Christian Noguera, quienes construirían para Carbonne un buen número de instrumentos de rango extendido con todo tipo de afinaciones y combinaciones de cuerdas imaginables. Actualmente, Yves Carbonne es el único bajista en el mundo que toca instrumentos de 10 y 12 cuerdas sin trastes.
En 2008 edita su primer disco en solitario bajo el título "Seven Waves", un proyecto a bajo y voz con el cantante Guillaume Eyango. Previamente había registrado otro singular disco, un trío de bajos con Michael Manring y Dominique Di Piazza que vio la luz en 2005 bajo el título "Carbonne – Di Piazza - Manring". Además, Carbonne ha publicado dos DVD en los que muestra su peculiar técnica así como un tercero para estudiantes del instrumento.
En enero de 2025, su talento como bajista, su último álbum y su contribución al mundo del bajo fueron homenajeados en el número 11 de la revista británica Bass Review Magazine (impresa y digital) que le dedicó la portada, una entrevista y una columna, alabando su trabajo y su arte.

## Influencias
Yves Carbonne se considera a sí mismo esencialmente como un bajista de jazz  con preferencia por los grooves profundos y por las líneas de bajo ultragraves y no excesivamente recargadas. Sus principales influencias son Jaco Pastorius, Marcus Miller, Tony Levin, Charlie Haden y muchos otros.

## Colaboraciones
El bajista ha colaborado, entre otros artistas, con Patrick Amar, Patrick Auzier, Claude Barthelemy, Jean Baudin, Camélia Ben Naceur, Roger Biwandu, Mao Blanc, Jean Bonal, Bruno Bongarçon, Freddy Bournane, Francis Bourrec, Bernard Branquard, Antony Breyer, Uri Caine, Christopher "C3" Cardone, Bertrand Cantat, Gregory Bruce Campbell, Jean-Luc Cappozzo, Alain Caron, Edo Castro, Denis Charolles, Mickey Chauviere, Bruno Chevillon, Manu Codjia, François Corneloup, Larry Corryel, Brenda Della Valle, Sébastien Demeaux, Stephane Deriau Reine, Jacques Di Donato, Dominique Di Piazza, Philippe Drouillard, Jean-Marie Ecay, Thierry Eliez, Guillaume Eyango, Hadrien Feraud, Frédéric Favarel, Glenn Ferris, Nicolas Filiatreau, Lionel Fortin, Arnaud Fusté, Andrew Gouche, Denis Gouzil, Lisbeth Guldbaek, Fabien Haimovici, Richard Hertel, Antoine Hervé, Marielle et Gaëlle Hervé, Daniel Humair, Olivier Hutman, Jauqo III X, Frédéric Jacquemin, Jef Lee Johnson, Sylvain Kassap, Dave Kikoski, György Kurtag, Francis Lassus, Didier Lelouch, Paco El Lobo, Yoan Loustalot, Bernard Lubat, Sylvain Luc, Michel et Vincent Macias, Francis Marmande, Christian Martínez, Laurent Maur, Bernard Maury, Stew McKinsey, Darren Michaels, André Minvielle, Jean-Yves Moka, Franck Monnet, Christophe Monniot, Serge Moulinier, Hermeto Pascoal, Scott Pazera, Nazaré Pereira, Michel Portal, Guillermo Roatta, Tony Rabeson, Manu Riquier, Yves Robert, Laurent Robin, Yoan Scheidt, Archie Schepp, Rémi Sciuto, Louis Sclavis, Henry Texier, François Thuillier, Rhonny Vantat, Danny Vasnier, Virginia Vee, Didier Verna, Fabrice Viera, Christian Vieussens, Trip Wamsley, Stokley Williams o Jerome Wolf

## Equipo
Carbonne tiene contrato de endorsement con Jerzy Drozd basses, Noguera basses y amplificadores AccuGroove, pero sigue utilizando bajos Fender vintage de cuatro cuerdas, de los que es coleccionista.